# Marian Szyjkowski
Marian Szyjkowski (ur. 15 grudnia 1883 we Lwowie, zm. 21 września 1952 w Pradze) – polski filolog, polonista, teatrolog, badacz polsko-czeskich stosunków literackich, twórca czeskiej polonistyki.

## Życiorys
Gimnazjum ukończył we Lwowie. Tam odbył też studia uniwersyteckie (1902-1906), uzupełnione w Genewie. Studiował historię literatury polskiej. W latach 1906–1907 pracował jako nauczyciel w szkole średniej, a potem podjął pracę w Bibliotece Jagiellońskiej (praktykant, bibliotekarz i kustosz). W 1914 habilitował się z historii literatury polskiej. Wykładał na Uniwersytecie Jagiellońskim, był członkiem korespondencyjnym Polskiej Akademii Umiejętności (od 1919, od 1947 czynnym). W latach 1909–1919 kierował szkołą dramatyczną w Krakowie. Był inicjatorem powstania tam studia teatralnego Bagatela, a także redaktorem czasopisma Maski. W 1923 przyjął propozycję profesorów Murko i Hujera, objęcia powstałej w tym czasie Katedry Historii Literatury Polskiej na Uniwersytecie Karola w Pradze. Wykład inauguracyjny wygłosił 13 października 1923. Następnie przystąpił do pionierskich prac organizacyjnych, w tym stworzenia dobrego księgozbioru polonistycznego. Głównym przedmiotem wykładów był romantyzm, szczególnie twórczość Adama Mickiewicza, Juliusza Słowackiego i Zygmunta Krasińskiego, a także udział Polski w czeskim odrodzeniu narodowym, polsko-czeskie stosunki kulturalne, okres Młodej Polski, jak również dramat i teatr polski. Wychował wielu znaczących czeskich polonistów. Badał też czeskie archiwa i biblioteki pod kątem poloników.

## Dzieła
Do najważniejszych dzieł należą:
- Trzy typy uczuciowe Saint Preux – Werther – René – 1906,
- Modelka (tom wierszy) – 1907,
- Génie du christianisme a prądy umysłowe w Polsce porozbiorowej (praca o François-René de Chateaubriandzie) – 1907,
- O T. Kajetanie Węgierskim i jego organach – 1907,
- Mickiewicz w świetle nieznanych pism – 1910,
- Przenośnia w poezji młodzieńczej Juliusza Słowackiego – 1911,
- Ossyan w Polsce na tle genezy romantycznego ruchu – 1912,
- Młody Mickiewicz – 1912,
- Myśl J.J. Rousseau’a w Polsce XVIII wieku – 1913,
- Gessneryzm w poezji polskiej – 1914,
- Schiller w Polsce – 1915,
- Lot miłości (tom wierszy) – 1916,
- E. Younga Myśli nocne w poezji polskiej – 1916,
- Dzieje polskiego upiora przed wystąpieniem Mickiewicza – 1917,
- Zarys rozwoju piśmiennictwa polskiego – 1918,
- Legendy o wojnie (zbiór esejów antywojennych) – 1919,
- Dzieje nowożytnej tragedii polskiej: Typ pseudoklastyczny – 1920,
- Dzieje komedii polskiej w zarysie – 1921,
- Adam Mickiewicz – budowniczy prawdziwej Polski – 1922,
- Dzieje tragedii polskiej: Typ szekspirowski – 1923,
- Współczesna literatura polska. Z wypisami – 1923,
- Polská účast v českém národním obrození – trzy tomy z sześciu zaplanowanych (1931, 1935, 1946),
- O polsko-czeskiej wzajemności. Geneza terminu – istota pojęcia – 1947.